# Rainer Beck (Politiker)
Rainer Beck (* 31. August 1967 in Grabs) ist ein liechtensteinischer Politiker (VU).

## Biografie
Beck absolvierte eine kaufmännische Lehre und arbeitete anschliessend bei einer liechtensteinischen Bank. Danach war er  von 1990 bis 1995 als Gemeindekassier in Planken tätig. In dieser Zeit absolvierte Beck einen berufsbegleitenden Lehrgang zum Fachmann im Finanz- und Rechnungswesen und schloss diesen mit dem eidgenössischen Fachausweis ab. Nachdem er mehrere Jahre als Chefbuchhalter in einem grossen liechtensteinischen Industriebetrieb gearbeitet hatte, wurde er 2000 von der liechtensteinischen Regierung zum Amtsleiter der Landeskasse ernannt.
2007 wurde Beck erstmals für die Vaterländische Union zum Gemeindevorsteher von Planken gewählt. 2011, 2015, 2019 und 2023 erfolgte jeweils seine Wiederwahl. Des Weiteren wurde er bei der Landtagswahl im Februar 2017 zum Stellvertretenden Abgeordneten gewählt. Als solcher war er im Landtag des Fürstentums Liechtenstein Mitglied der Finanzkommission. Bei der nächsten Landtagswahl im Februar 2021 konnte er sein Mandat nicht verteidigen und schied damit wieder aus dem Landtag aus.
Am 31. August 2001 ging Beck die Ehe mit Claudia Lampert (* 28. Mai 1970) ein. Aus der Ehe gingen drei Kinder hervor, eine Tochter und zwei Söhne.